# 牛田站 (愛知縣)
牛田站（日语：／ Ushida eki */?）是一個位於日本愛知縣知立市牛田一丁目，屬於名古屋鐵道（名鐵）名古屋本線的鐵路車站。車站編號為NH18。

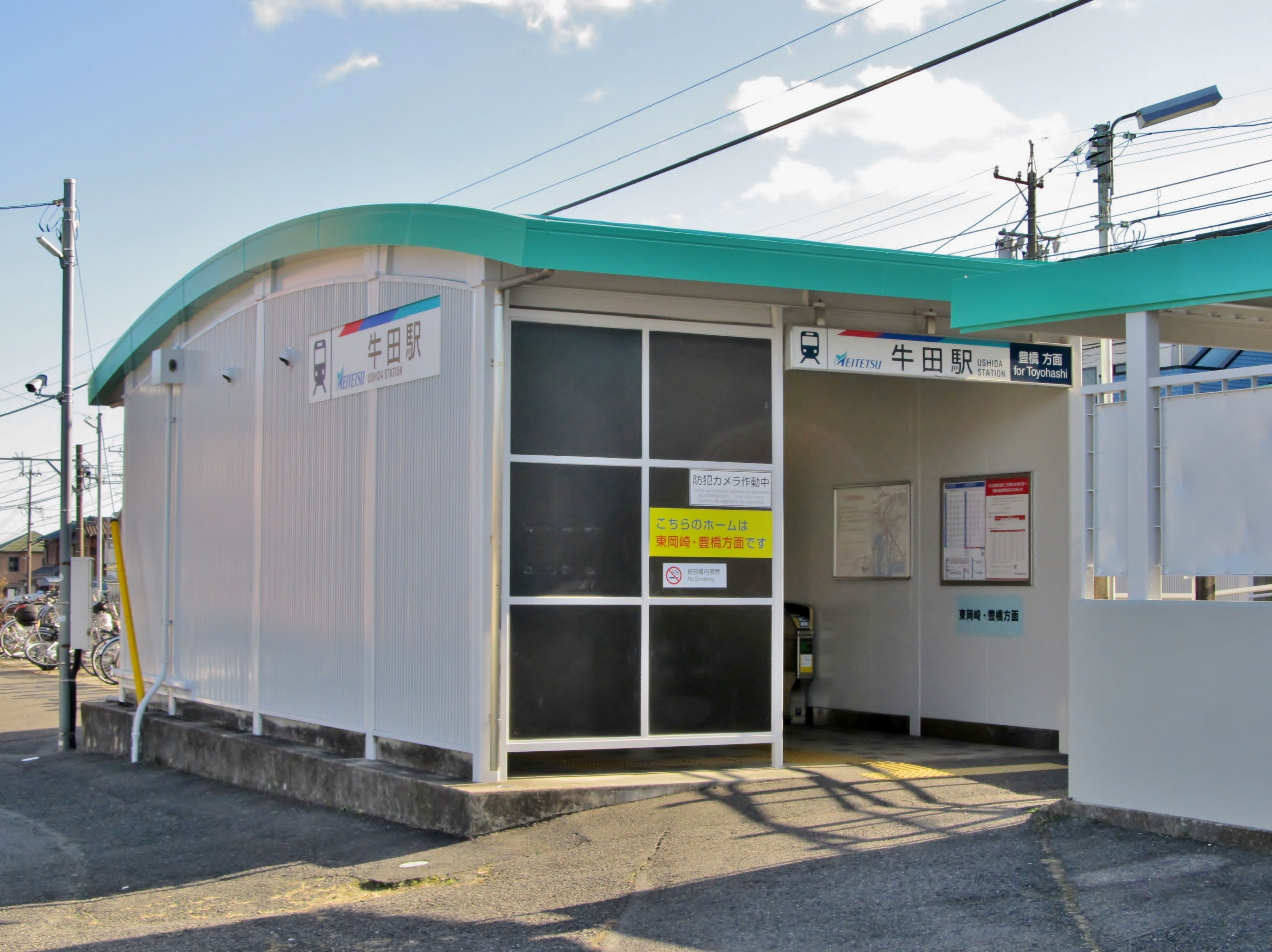
往豐橋方向的站房（2024年1月）

## 車站構造
對向式月台2面2線的地面車站。月台長6節。
| 月台 | 路線       | 方向 | 目的地               |
| ---- | ---------- | ---- | -------------------- |
| 1    | 名古屋本線 | 下行 | 金山、名鐵名古屋方向 |
| 2    | 名古屋本線 | 上行 | 東岡崎、豐橋方向     |

### 配線圖
| ← 東岡崎、 豐橋方向 | 牛田站 構內配線略圖 | → 知立、 名古屋方向 |
| 图例 参考文献：     |                     |                     |

## 相鄰車站
名古屋鐵道
 名古屋本線
□快速特急、■特急、■急行、■準急
通過
■準急（平日早上1班特別停靠）、■普通
新安城（NH17）－牛田（NH18）－知立（NH19）

## 外部連結
- 牛田 - 名古屋鐵道